# トム・サイズモア
トーマス・エドワード・サイズモア・ジュニア（Thomas ”Tom” Edward Sizemore Jr., 1961年11月29日 - 2023年3月3日）は、アメリカ合衆国ミシガン州デトロイト出身の俳優。

## 来歴
映画好きの母親の影響で、子供の頃から毎週土曜日は兄弟と一緒に地元の名画座に行くのが習慣になっていた。14歳のとき「タクシードライバー」(1976)を観て虜になり、これが俳優を目指すきっかけだったという。
ウェイン州立大学とテンプル大学で学び、卒業後にニューヨークに出る。
1989年、オリヴァー・ストーン監督の『7月4日に生まれて』で映画デビュー。続いてトニー・スコットの『トゥルー・ロマンス』やストーンの『ナチュラル・ボーン・キラーズ』に出演し、知られるようになる。特に1998年の『プライベート・ライアン』ではタフな軍曹を演じてその才能が注目された。のちに『ブラックホーク・ダウン』にて理想的な軍人を演じたとまで称賛を浴びる。
2023年2月18日、ロサンゼルスの自宅で倒れ病院に搬送。脳動脈瘤と診断され危篤状態だと米メディアが伝えた。その後、親族により生命維持装置を外す決断を下された。3月3日死去。61歳没。

## プライベート
俳優として活躍する一方で、サイズモアは重度の薬物依存症を抱えておりたびたび不祥事が報道された。
初めてドラッグに手を出したのは15歳のときだったが、依存症に陥ったのは30代になって「ナチュラル・ボーン・キラーズ」(1994)に出演した頃だったという。
1996年に女優のメーヴ・クインランと結婚したが、サイズモアの薬物摂取が発覚し3年で離婚した。2003年、交際していたハイディ・フライスへのDV容疑で逮捕され懲役6ヶ月および7年間の接近禁止令を言い渡されるが、フライスはハリウッドのコールガールの元締めと呼ばれる人物で違法薬物にも深く関わっていたため訴えを取り消した。
「プライベート・ライアン」(1998)に出演が決まったときは、「毎日尿検査をしてもし陽性反応が出たら全ての出演シーンを削除し他の俳優で撮り直す」という半ば脅しのような条件をスティーヴン・スピルバーグ監督に突き付けられ無事に乗り切った。
しかし2004年の尿検査で陽性となり、裁判官から「立ち直るか死ぬか、選択肢は2つだ」と厳しくも慈悲深い忠告を受け保護観察処分となった。しかし翌年3月の尿検査の際に、今度は尿サンプルの偽装が発覚し逮捕、懲役7ヶ月と4ヶ月間の薬物依存症治療を命じられた。カリフォルニア州のコーコラン刑務所に収容された彼は、1999年に同じ刑務所に入れられたロバート・ダウニーJr.を思い出し、そのときは「こんな名優がどうして刑務所に？」と不思議に思ったものだが自分が同じ境遇にあることに大変なショックを受けたという。
2006年、ジャネル・マッキンタイアとの間に双子の息子のジャガーとジェイデンが生まれた。一緒にいる時間はほとんどなかったようだが、映画のプレミアや野球観戦などで一緒にいる姿が見られた。2023年にサイズモアが亡くなるときも2人はベッドの横で見送ったという。
2007年5月、カリフォルニア州ベーカーズフィールドで、執行猶予中にメタンフェタミン所持で友人と共に逮捕され再び16ヶ月の懲役刑を受けた。2011年に傷害容疑で逮捕されたが保釈金2万6千ドルを支払って釈放された。
サイズモアは自叙伝 "By Some Miracle I Made It Out of There" の中で、金に困ってどんな作品でも構わず出演したこと、「ヒート」(1995)で世話になったロバート・デ・ニーロとマイケル・マンにリハビリ施設に連れて行かれ断酒に成功したこと、数年前に数百万ドルの借金を返せず自殺を考えたことなど、数々のエピソードを告白した。1992年頃に当時ヒュー・グラントの恋人だったエリザベス・ハーレイと「パッセンジャー57」で親密になり3年間ほど不倫していたことも明かされた。（タイトルの "By Some Miracle…"は「プライベート・ライアン」の中でのホーヴァス軍曹のセリフ）
2014年、『1998年にビル・クリントン大統領(当時)とエリザベス・ハーレイの不倫を手助けした』というサイズモアの肉声テープが表に出た。
『ホワイトハウスで開かれた「プライベート・ライアン」の上映会に招待され、大統領に「合衆国の最高司令官だ。金はいくらでもある。ハーレイの連絡先を教えてくれ」と命令された。彼女の電話番号を渡すと大統領は電話をかけ「私は核戦争から世界を守っている。あまり時間がないんだ、今からプライベートジェットをよこすから来てくれ」と言い、2人はホワイトハウスで密会した』
という内容だった。サイズモアは弁護士を通して「薬物で酩酊状態のとき一緒にいた誰かが録音したのだと思う。サイズモアはホワイトハウスに行ったこともないし大統領に会ったこともない。2人には大変な迷惑をかけた」と謝罪した。さらにテープが公になる少し前に「テープを持っているという女から2万ドルを要求された」とも話した。
2016年7月、ロサンゼルスで恋人と口論になり頭と顔を殴ったとして逮捕された。サイズモアは容疑を認め、36ヶ月の略式保護観察と3年間の社会奉仕、1年間のDV矯正プログラムへの参加を命じられた。
サイズモアは2017年のインタビューで、この4年間(2013～2017年頃)は薬物やアルコールに一度も手を出さなかったと語った。しかし仕事がなく借金返済のため自宅を売り払い、車や友人が所有する電気も水道もない空き家で暮らしたりもした。再び家が欲しくなりジャック・ニコルソンに500万ドル借りようと泣き付いたが断られたという。
2018年、女優のキルステン・パイクが『15年前の”Piggy Banks”(2003)の撮影現場でサイズモアから性的暴行を受け、26歳になった今もPTSDを抱えている』と訴え慰謝料300万ドルを要求した。当時11歳だったパイクは父親役のサイズモアの膝の上に座るシーンを撮影中に執拗にキスされたり局部を触られたりしたという。母親の通報でサイズモアは追放されたが、警察が事件を立証できなかったためサイズモアは現場に復帰し、パイクの母親も「娘のキャリアを台無しにされたくない」という理由で告訴しなかった。裁判官は、当時の警察の記録や撮影スタッフらの証言などから今回の訴えを退けた。
しかしこれで改善することはなく、2019年1月にカリフォルニア州バーバンクで、フロントのナンバープレートが付いていない車を運転してパトカーに停められ車内から複数の違法薬物が見つかり逮捕された。2020年1月にもカリフォルニア州グレンデールで飲酒運転及び薬物所持で逮捕された。

## 主な出演作

### 映画
| 公開年 | 邦題 原題                                                                              | 役名                        | 備考           |
| ------ | -------------------------------------------------------------------------------------- | --------------------------- | -------------- |
| 1989   | ブルースチール Blue Steel                                                              | ウールキャップ              |                |
| 1989   | ロックアップ Lock Up                                                                   | ダラス                      |                |
| 1989   | ペン&テラーの 死ぬのはボクらだ!? Penn & Teller Get Killed                              |                             |                |
| 1989   | 7月4日に生まれて Born on the Fourth of July                                            |                             |                |
| 1991   | イントルーダー 怒りの翼 Flight of the Intruder                                         | ボックスマン                |                |
| 1991   | 真実の瞬間 Guilty by Suspicion                                                         | レイ・カーリン              |                |
| 1991   | ハートブルー Point Break                                                               | DEAエージェント             | クレジットなし |
| 1991   | ハーレーダビッドソン&マルボロマン Harley Davidson and the Marlboro Man                 | チャンス・ワイルダー        |                |
| 1991   | 犬の眠る場所 Where Sleeping Dogs Lie                                                   | エディ                      |                |
| 1992   | パッセンジャー57 Passenger57                                                           | スライ・デルヴェッキオ      |                |
| 1993   | 愛が微笑む時 Heart and Souls                                                           | マイロ・ペック              |                |
| 1993   | トゥルー・ロマンス True Romance                                                        | コディ・ニコルソン          |                |
| 1993   | スリー・リバーズ Striking Distance                                                     | ダニー・デティロ刑事        |                |
| 1994   | ワイアット・アープ Wyatt Earp                                                          | バット・マスターソン        |                |
| 1994   | ナチュラル・ボーン・キラーズ Natural Born Killers                                      | ジャック・スキャグネッティ  |                |
| 1995   | 青いドレスの女 Devil in a Blue Dress                                                   | ドウィット・オルブライト    |                |
| 1995   | ストレンジ・デイズ/1999年12月31日 Strange Days                                         | マックス・ペルティエ        |                |
| 1995   | ヒート Heat                                                                            | マイケル・チェリト          |                |
| 1997   | レリック The Relic                                                                     | ビンセント・ダガスタ警部補  |                |
| 1998   | コーザ・ノストラ Witness to the Mob                                                    | ジョン・ゴッティ            | テレビ映画     |
| 1998   | プライベート・ライアン Saving Private Ryan                                             | マイケル・ホーヴァス軍曹    |                |
| 1998   | エネミー・オブ・アメリカ Enemy of the State                                            | ポーリー・ピンテーロ        |                |
| 1999   | 救命士 Bringing Out the Dead                                                           | トム・ウォルス              |                |
| 1999   | ウィットネス・プロテクション 証人保護 Witness Protection                               | ボビー・バトン              | テレビ映画     |
| 1999   | マイ スウィート ガイズ Play It to the Bone                                             | ジョー・ドミノ              |                |
| 2000   | 追撃者 Get Carter                                                                      | レス・フレッチャー          | 声のみ         |
| 2000   | レッドプラネット Red Planet                                                            | クイン・バーチナル          |                |
| 2001   | パール・ハーバー Pearl Harbor                                                          | アール・シスターン          |                |
| 2001   | 沈黙のテロリスト Ticker                                                                | レイ・ネトルズ刑事          |                |
| 2001   | ブラックホーク・ダウン Black Hawk Down                                                 | ダニー・マクナイト中佐      |                |
| 2002   | 父と罪 重き告発 Sins of the Father                                                     | トム・チェリー              | テレビ映画     |
| 2002   | ビッグ・トラブル Big Trouble                                                           | スネーク・デュプリー        |                |
| 2002   | スウィンドル 強奪計画 $windle                                                          | セス                        |                |
| 2003   | ドリームキャッチャー Dreamcatcher                                                      | オーウェン・アンダーヒル    |                |
| 2004   | パパラッチ Paparazzi                                                                   | レックス・ハーパー          |                |
| 2004   | 堕ちた打撃王 ピート・ローズ Hustle                                                     | ピート・ローズ              | テレビ映画     |
| 2005   | アイ・アム・ウォンテッド Piggy Banks                                                   | 父                          |                |
| 2006   | フラッシュバック・キラー Zyzzyx Road                                                   | ジョーイ                    |                |
| 2006   | ジーニアスクラブ The Genius Club                                                       | アーマンド                  |                |
| 2007   | BROKEN 明日死ぬ男 A Broken Life                                                        | マックス                    |                |
| 2007   | プリズン Furnace                                                                       | フランク・ミラー            |                |
| 2008   | ベルベット・スパイダー Stiletto                                                        | ラージ・ビルズ              |                |
| 2010   | アルティメット・インパクト Shadows in Paradise                                         | バンカー大佐                |                |
| 2011   | クロス Cross                                                                           | ニッチ                      |                |
| 2012   | クライシス・デイ Remanants                                                             |                             |                |
| 2013   | カンパニー・オブ・ヒーローズ バルジの戦い Company of Heroes                            | ランソム中尉                |                |
| 2014   | エネミー・ライン4 ネイビーシールズ最前線 Seal Team Eight: Behind Enemy Lines           | リックス中佐                |                |
| 2014   | モンスター・トラック Dark Haul                                                         | Knicks                      | テレビ映画     |
| 2014   | ゲットバッカーズ Reach Me                                                              | フランク                    |                |
| 2014   | S.W.A.T.ユニット887 24時間の奪還作戦 24hours                                           | ダミアン                    |                |
| 2015   | 侵入者 消された叫び声 The Intruders                                                    | ハワード・マークビー        |                |
| 2015   | ある殺し屋 KILLER FRANK Laugh Killer Laugh                                             | Orphanage Headmaster        |                |
| 2015   | ワイルド・フォー・リベンジ 6 Ways to Die                                               | マイク                      |                |
| 2016   | バトルスティール WEAPONiZED                                                            | カイル・ノリス              |                |
| 2016   | 12hours DEA特殊部隊 Crossing Point                                                     | Pedro                       |                |
| 2016   | ビヨンド・ワルキューレ カリーニングラードの戦い Beyond Valkyrie: Dawn of the 4th Reich | オマリー曹長                |                |
| 2016   | パシフィック・ウォー USS Indianapolis: Men of Courage                                  | マクウォーター              |                |
| 2017   | クロス・ウォーズ Cross Wars                                                            | ニッティ刑事                |                |
| 2017   | ザ・シークレットマン Mark Felt: The Man Who Brought Down the White House               | ビル・サリヴァン            |                |
| 2017   | アドレノクロム Adrenochrome                                                            | ビッグ・リッチ大佐          |                |
| 2018   | ザ・パラサイト 寄生する獣 Black Wake                                                   | マイケルズ刑事              |                |
| 2018   | スーサイド・ボマー The Martyr Maker                                                    | テリー・デイヴィス          |                |
| 2018   | オーバーロードＺ Nazi Over Lord                                                        | フォレスター大佐            |                |
| 2019   | ヘルガール Hell Girl                                                                   | ジェディディア              |                |
| 2019   | クロス 悪党どもの逆襲！ Cross: Rise of the Villains                                    | フランク・ニッティ刑事      |                |
| 2020   | モンスターハントレス Monster Hunters                                                   | メイウェザー大佐            |                |
| 2020   | デイ・アフター・トゥモロー２０２１ Apocalypse of Ice                                   | レジー                      |                |
| 2020   | もう、歩けない男 Quad                                                                  | ラッキー                    |                |
| 2021   | ザ・メガロドン 怪獣大逆襲 Megalodon Rising                                             | ムーア                      |                |
| 2021   | シン・宇宙戦争 Alien Conquest                                                          | リード将軍                  |                |
| 2021   | ブラックウォーター 潜水艇ナルコサブ Narco Sub                                          | クレイグ・フォードDEA捜査官 |                |
| 2022   | ブレット・エクスプレス 弾丸特急 Bullet Train Down                                      | スコット・マディソン        |                |
| 2022   | PANDORA パンドラ エネミー・イン・ウォーター Battle for Pandora                         | ハンク・ルイス中佐          |                |

### テレビシリーズ
| 放映年    | 邦題 原題                                                  | 役名                     | 備考                                      |
| --------- | ---------------------------------------------------------- | ------------------------ | ----------------------------------------- |
| 2007      | スーパーストーム Superstorm                                | カッツェンバーグ         | ミニシリーズ                              |
| 2008      | CSI:マイアミ CSI: Miami                                    | カート・ロッシ           | 第6シーズン第20話「シークレットディスク」 |
| 2008-2009 | crash クラッシュ Crash                                     | エイドリアン・クーパー   | 計5話出演                                 |
| 2009      | サウスランド Southland                                     | ティミー・デイヴィス     | 計1話出演                                 |
| 2011-2012 | HAWAII FIVE-0 Hawaii Five-0                                | ヴィンセント・フライヤー | 計5話出演                                 |
| 2012      | パーセプション 天才教授の推理ノート Perception             | Bobby                    | 計1話出演                                 |
| 2012-2015 | LAW & ORDER:性犯罪特捜班 Law & Order: Special Victims Unit | ルイス・ホダ             | 計2話出演                                 |
| 2016-2017 | ザ・シューター Shooter                                     | ヒュー・ミーチャム       | 計6話出演                                 |
| 2016      | LUCIFER/ルシファー LUCIFER                                 | ハンク・カッター         |                                           |
| 2017      | ツイン・ピークス The Return Twin Peaks                     | Anthony Sinclair         |                                           |

### ゲーム
| 発売年 | 邦題 原題                                                         | 役名               | 備考 |
| ------ | ----------------------------------------------------------------- | ------------------ | ---- |
| 2002   | グランド・セフト・オート・バイスシティ Grand Theft Auto:Vice City | ソニー・フォレッリ |      |
| 2006   | 24 The Game                                                       | シド・ウィルソン   |      |

## 参照
1. ↑  トム・サイズモア - IMDb（英語）
2. 1 2  “米俳優のトム・サイズモアさん死去　６１歳…家族に看取られ生命維持装置を外す”. スポーツ報知. (2023年3月4日) 2023年3月4日閲覧。
3. ↑  “Tom Sizemore's family is now 'deciding end of life matters,' as doctors say there's no hope for recovery” (英語). Yahoo Entertainment (2023年2月28日). 2025年4月10日閲覧。
4. ↑  “トム・サイズモア危篤状態、脳動脈瘤破裂で集中治療室搬送　「プライベート・ライアン」など出演”. 日刊スポーツ. (2023年2月21日) 2023年3月4日閲覧。
5. ↑  “Tom Sizemore's Life, Career and Controversies: Everything to Know” (英語). People.com. 2025年4月8日閲覧。
6. ↑  Bradshaw, Peter (2023年3月4日). “Tom Sizemore: the tough guy who held his own opposite Hollywood’s biggest names” (英語). The Guardian. ISSN 0261-3077 2025年4月11日閲覧。
7. ↑  “Tom Sizemore talks living in a squat and begging Jack Nicholson for $10m” (英語). uk.movies.yahoo.com (2017年5月2日). 2025年4月9日閲覧。
8. ↑  Press, The Associated Press | The Associated (2013年6月14日). “Tom Sizemore honest about long-lasting drug battle” (英語). The Denver Post. 2025年4月9日閲覧。
9. ↑  “Tom Sizemore says he made up story of affair between Bill Clinton, Liz Hurley” (英語). www.ndtv.com. 2025年4月8日閲覧。
10. ↑  Aoraha, Claudia (2023年3月4日). “Tom Sizemore found fame as a tough guy, but was plagued by scandals”. Mail Online. 2025年4月9日閲覧。
11. ↑  “Tom Sizemore talks living in a squat and begging Jack Nicholson for $10m” (英語). uk.movies.yahoo.com (2017年5月2日). 2025年4月10日閲覧。